# 옴부나무
옴부나무(학명: phytolacca dioica 피톨라카 디오이카[*])는 남아메리카의 팜파스 지대에서 자라나는 자리공과의 거대한 상록교목이다.

## 특징
종소명에서 보이듯, 활엽수이며 단성화에 자웅동주이다. 독소코파 라우렌티아(Doxocopa laurentia)라는 학명의 나비가 수분시킨다.
직경 12~15m의 수관은 우산 모양이며 수고는 12~18m에 이른다. 에버렛에 따르면 ‘직경 18m을 차지하는’ 혹 투성이의 엽병줄기에서 비롯된다. 영국계 아르헨티나인 작가인 윌리엄 헨리 허드슨(William Henry Hudson)의 자서전, 《Far Away, Long Ago》에서 언급된 그러한 크기를 가진 어떤 나무는 엽병줄기 위의 둘레가 15m였다. 1867년 아르헨티나 부에노스 아이레스의 벨그라노에서 데이비드 크리스티슨(David Christison)이 또 다른 개체를 관찰하였는데, 둘레가 9.8m에 달하며 튀어나온 지지대가 없었던 것으로 추정되었다. 옴부나무는 초본성 조상에게서 파생한 것이기 때문에, 줄기는 나무보다는 변칙적인 2차생장으로 구성되어 있다. 따라서 옴부나무는 빠르게 생장하지만 목재는 부드럽고 구멍이 많아 칼로 충분히 썰 만하다. 이러한 요소들은 훌륭한 효과를 만드는 데 다루기 쉽기 때문에 분재 예술 분야에 사용되기 시작했다. 수액은 독성을 띠기 때문에, 소가 잎을 뜯어먹지 않으며 메뚜기와 다른 해충에 면역이다. 비슷한 이유 때문에 잎은 설사약이나 완하제로 쓰인다. 수관이 꽤 멀리에서도 보일 정도이며 해와 비로부터 안락처와 보금자리를 제공해주어 우루과이, 히우그란지두술주, 아르헨티나와 가우초 문화의 상징이다.
미국자리공과 같은 속으로 분류되어 있다. 또한 남부 캘리포니아에서 녹음수로 재배되고 있다. 남아프리카 공화국에 광범위하게 식재되어 있어 소규모 외래종(분류 3)으로 선고되어 있다.

## 사진

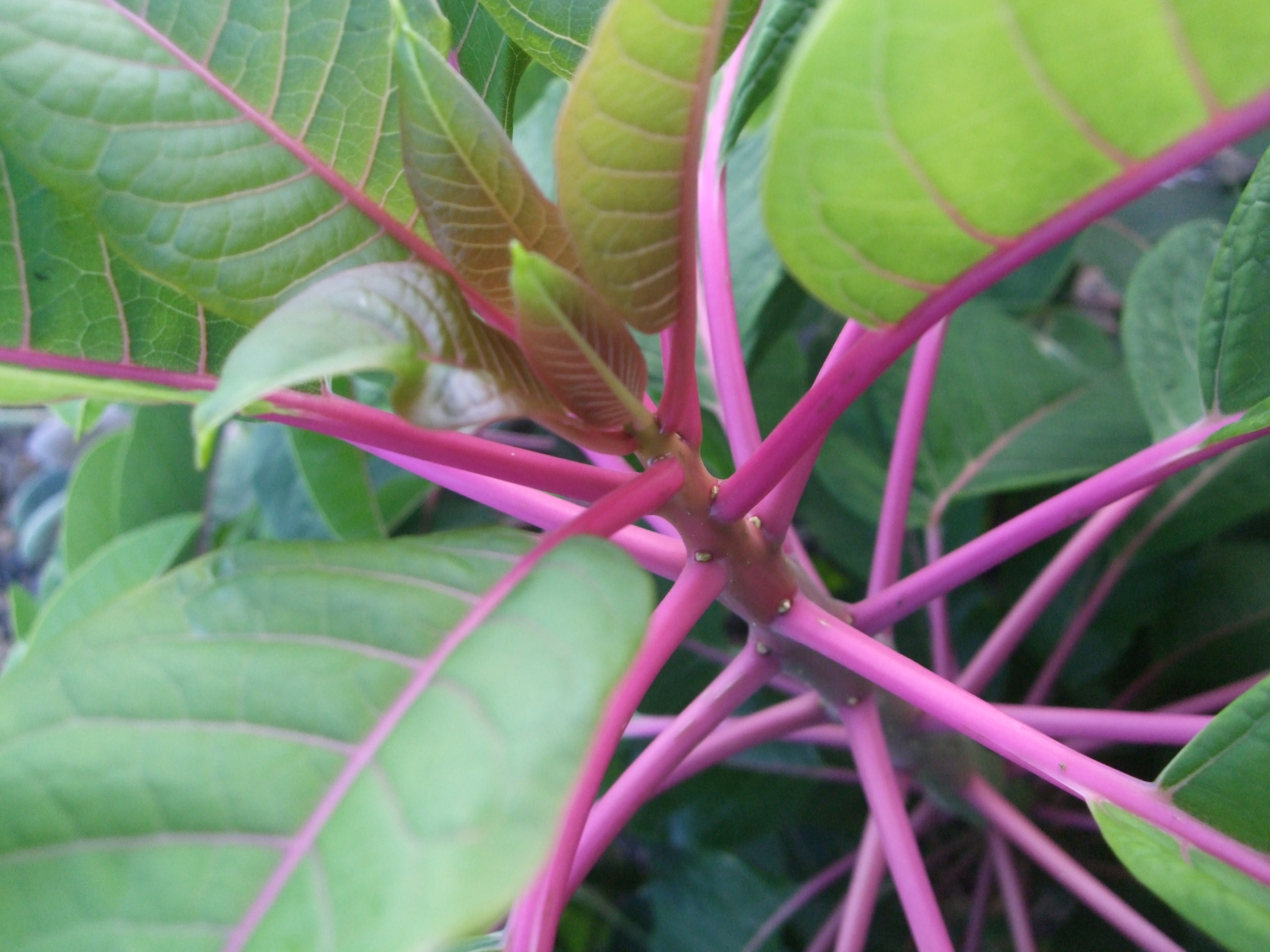
마젠타 빛의 잎자루와 잎맥
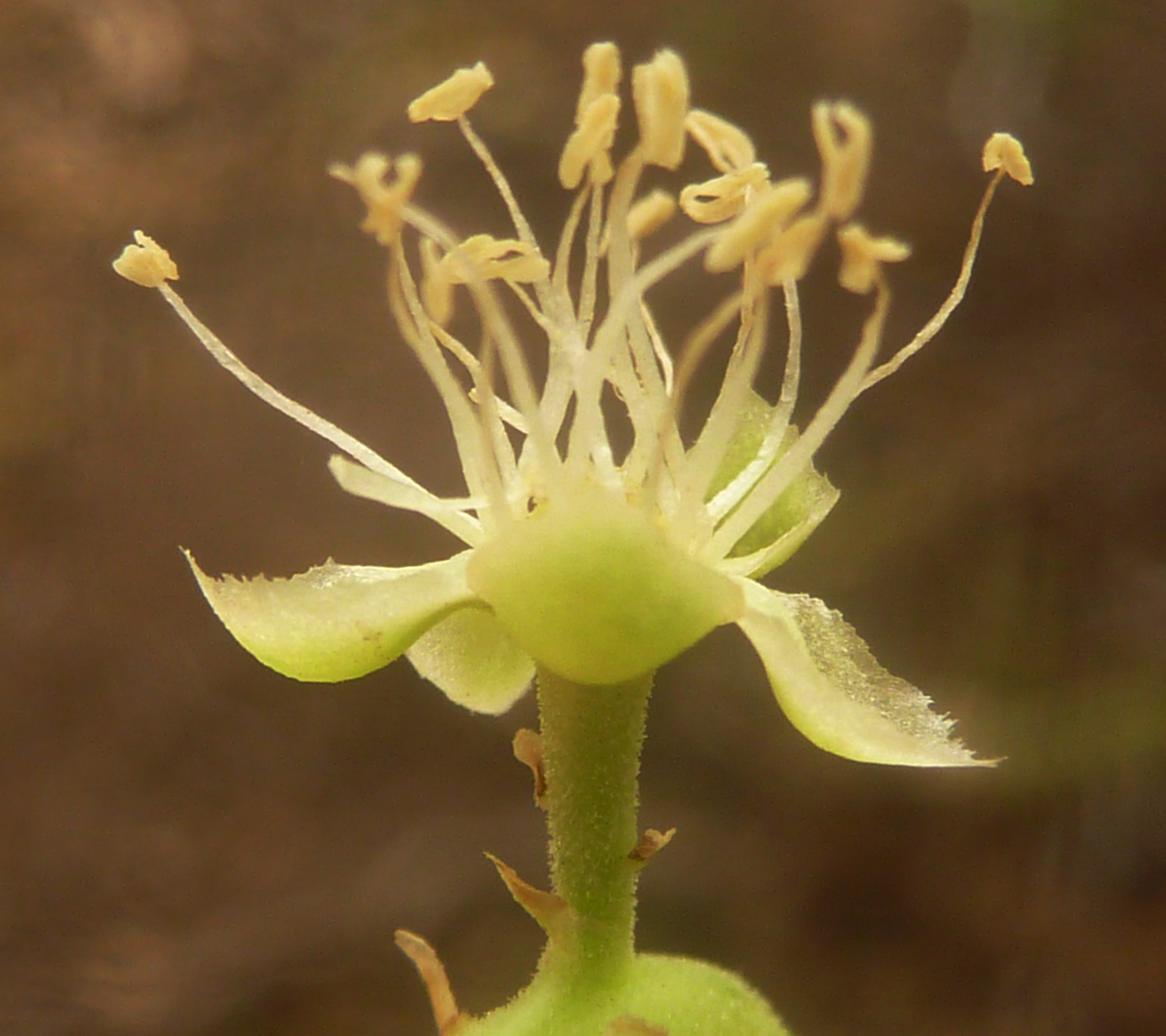
꽃
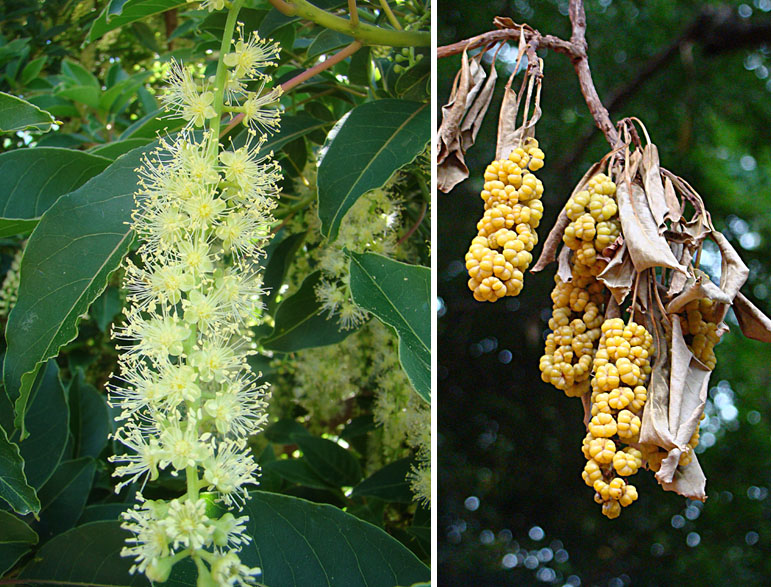
꽃차례와 열매
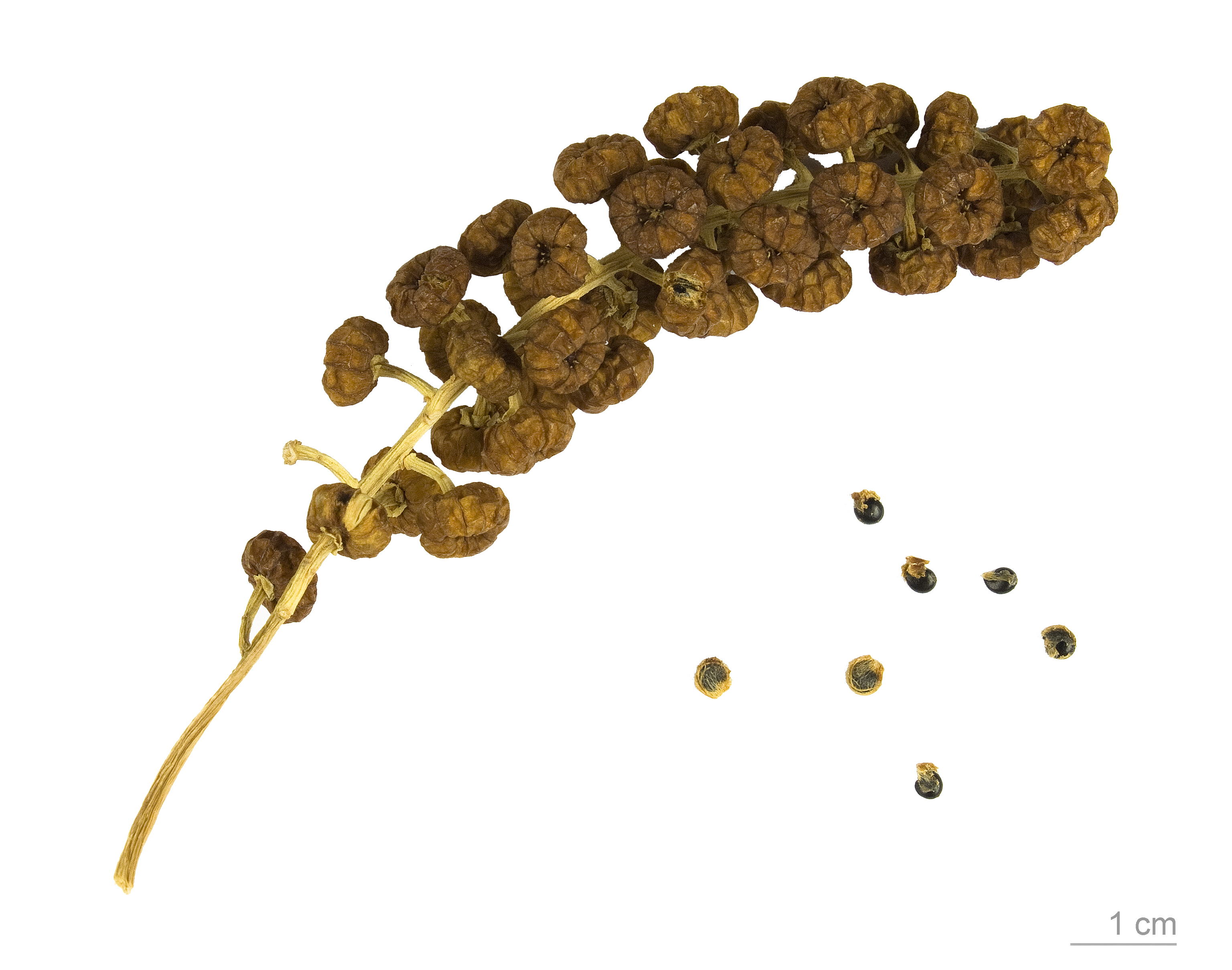
열매차례와 씨앗 – MHNT